# 1881年5月27日日食
1881年5月27日日食为一次在协调世界时1881年5月27日（东半球为5月28日）出現的日偏食。該次日食食分為0.7370。

## 概述
這次日食的食分是0.7370。

## 基本參數
- 類型：日偏食
- 食甚資料：
  - 日期：1881年5月27日
  - 時間：23時48分41秒
  - 地點：68N 13E
  - 食分：0.7370

## 外部連結
- NASA日食專頁（页面存档备份，存于）（英文）